# Jean-Christophe Savignoni
Jean-Christophe Savignoni (ur. 6 sierpnia 1966) – francuski kolarz górski, złoty medalista mistrzostw Europy MTB.

## Kariera
Największy sukces w karierze Jean-Christophe Savignoni osiągnął w 1995 roku, kiedy podczas mistrzostw Europy w kolarstwie górskim w czeskim Szpindlerowym Młynie zdobył złoty medal. W zawodach tych wyprzedził bezpośrednio Włocha Lucę Bramatiego oraz swego rodaka Christophe’a Dupoueya. Trzykrotnie stawał na podium zawodów Pucharu Świata, ale nie odniósł zwycięstwa. Na rozgrywanych w 1996 roku mistrzostwach świata MTB w Cairns zajął szóste miejsce w cross-country. Nigdy nie brał udziału w igrzyskach olimpijskich.